# Provincia di Tébessa
La provincia di Tébessa (in arabo: ولاية تبست) è una delle 58 province dell'Algeria. La capitale è Tébessa. Altre località della provincia sono Ouenza, Negrine e Bir El.

## Popolazione
La provincia conta 648.703 abitanti, di cui 326.086 di genere maschile e 322.617 di genere femminile, con un tasso di crescita dal 1998 al 2008 dell'1.7%.

## Distretti
La provincia è suddivisa in 12 distretti:

1. Distretto di Tébessa•
2. Distretto di El Kouif•
3. Distretto di Morsott•
4. Distretto di El Ma Labiodh•
5. Distretto di El Aouinet•
6. Distretto di Ouenza•
7. Distretto di Bir Mokkadem•
8. Distretto di Bir El-Ater•
9. Distretto di El Ogla•
10. Distretto di Oum Ali•
11. Distretto di Negrine•
12. Distretto di Cheria

Nella tabella sono riportati i comuni della Provincia, suddivisi per distretto di appartenenza.
| Distretto                  | Comuni                                        |
| -------------------------- | --------------------------------------------- |
| Distretto di Bir el-Ater   | Bir el-Ater · Ogla Melha                      |
| Distretto di Bir Mokkadem  | Bir Mokkadem · Hammamet · Guorriguer          |
| Distretto di Cheria        | Cheria · Tlidjene                             |
| Distretto di El Aouinet    | El Aouinet · Boukhadra                        |
| Distretto di El Kouif      | El Kouif · Bekkaria · Boulhaf Dir             |
| Distretto di El Ma Labiodh | El Ma Labiodh · El Houidjbet                  |
| Distretto di El Ogla       | El Ogla · El Mezeraa · Bedjene · Stah Guentis |
| Distretto di Morsott       | Morsott · Bir Dheb                            |
| Distretto di Negrine       | Negrine · Ferkane                             |
| Distretto di Ouenza        | Ouenza · Aïn Zerga · El Meridj                |
| Distretto di Oum Ali       | Oum Ali · Safsaf El Ouesra                    |
| Distretto di Tébessa       | Tébessa                                       |